# Polikraiște, Veliko Tărnovo
Polikraiște (în bulgară Поликрайще) este un sat în comuna Gorna Oreahovița, regiunea Veliko Tărnovo,  Bulgaria. 

## Demografie
Componența etnică a satului Polikraiște
     Bulgari (92,97%)
     Nicio identificare (5,49%)
     Altele (1,52%)
La recensământul din 2011, populația satului Polikraiște era de 1.965 locuitori. Din punct de vedere etnic, majoritatea locuitorilor (92,97%) erau bulgari. Pentru 5,49% din locuitori nu este cunoscută apartenența etnică.